# 楠迪 (塞纳-马恩省)
楠迪（法語：Nandy，法語發音：[nɑ̃di] ⓘ）是法国法蘭西島大區塞纳-马恩省的一个市镇，属于默伦区。

## 地理
楠迪（48°35'3"N, 2°33'58"E）面积8.56 平方千米，位于法国法蘭西島大區塞纳-马恩省，该省份为法国北部内陆省份，北起瓦兹省，西接埃松省、马恩河谷省、塞纳-圣但尼省和瓦兹河谷省，南至卢瓦雷省，东南接约讷省，东临马恩省和奥布省，东北接埃纳省。
与楠迪接壤的市镇（或旧市镇、城区）包括：塞纳港、圣法尔若蓬蒂耶里、萨维尼勒唐普勒、勒库德赖-蒙索、塞纳河畔莫尔桑、圣皮埃尔迪佩赖。

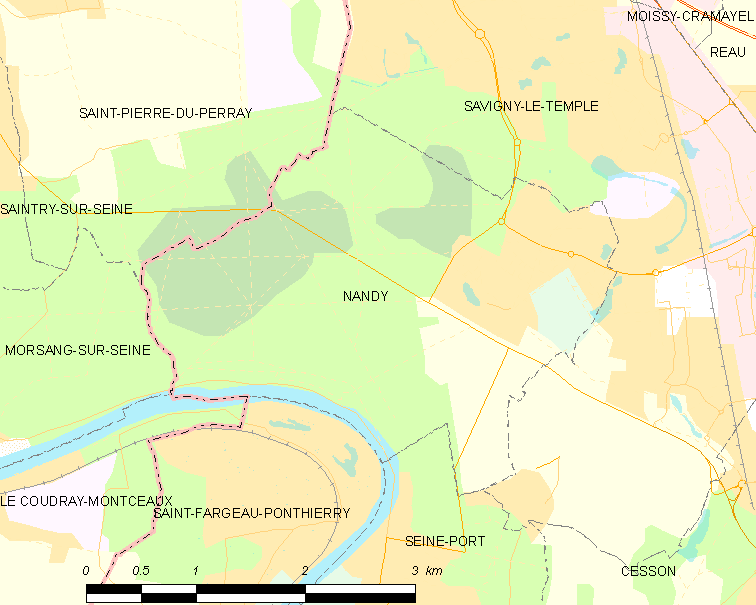
的OSM定位图

楠迪的时区为UTC+01:00、UTC+02:00（夏令时）。

## 行政
楠迪的邮政编码为77176，INSEE市镇编码为77326。

## 政治
楠迪所属的省级选区为圣法尔若蓬蒂耶里县。

## 人口

1962-2008年间人口变化图示

楠迪于2022年1月1日时的人口数量为6322人。